# Semizovac
Semizovac (en cyrillique : Семизовац) est un village de Bosnie-Herzégovine. Il est situé dans la municipalité de Vogošća, dans le canton de Sarajevo et dans la fédération de Bosnie-et-Herzégovine. Selon les premiers résultats du recensement bosnien de 2013, il compte 833 habitants.

## Géographie
Le village est situé au bord de la rivière Bosna, un affluent de la Save.

## Démographie

### Évolution historique de la population dans la localité
| 1948 | 1953 | 1961 | 1971  | 1981  | 1991 | 2013 |
| ---- | ---- | ---- | ----- | ----- | ---- | ---- |
| -    | -    | 941  | 1 048 | 1 147 | 848  | 833  |

|  |

### Communauté locale
En 1991, la communauté locale de Semizovac comptait 2 130 habitants, répartis de la manière suivante :